# Fearnleys olympiske ærespris

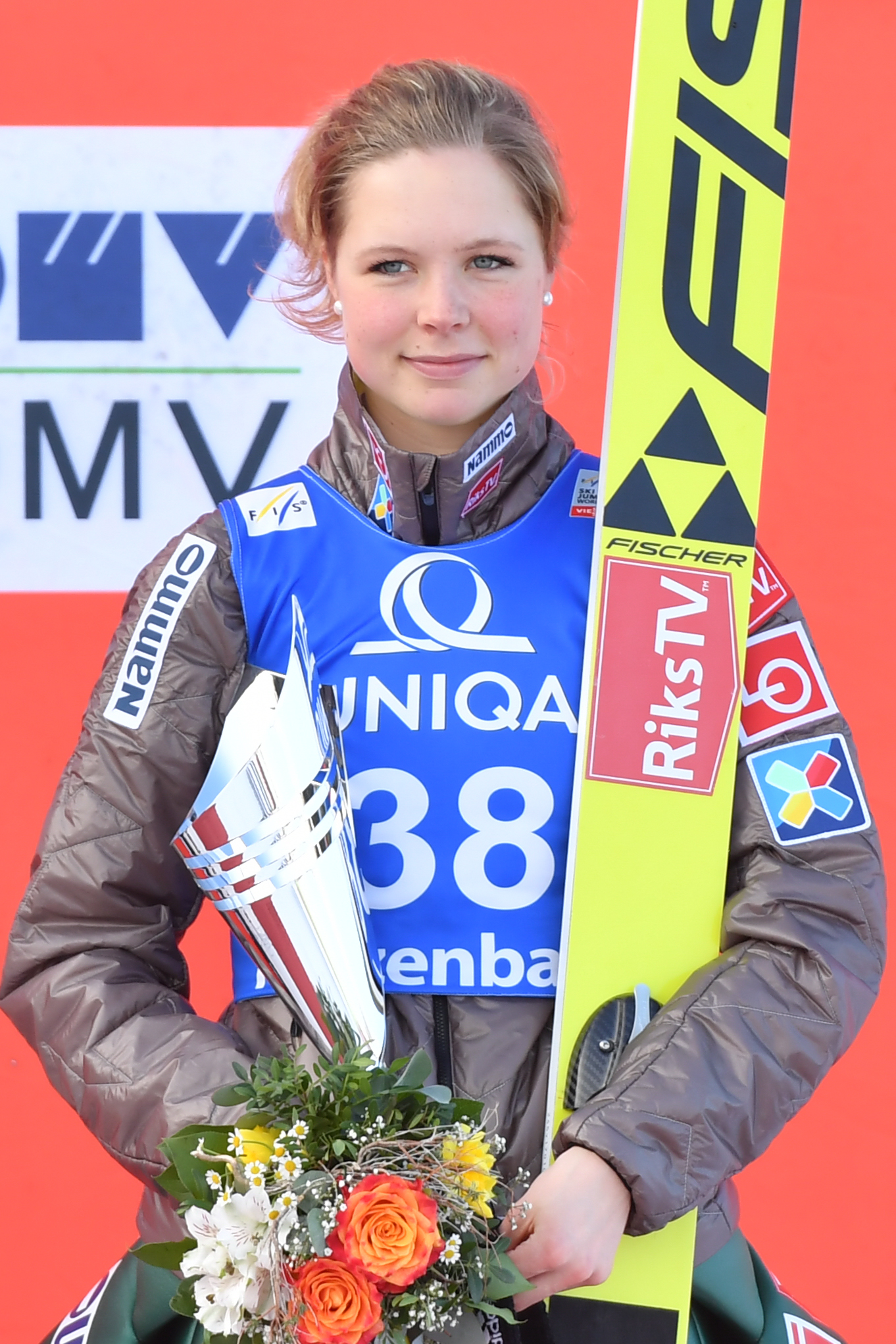
Preisträgerin des Jahres 2018: Die Skispringerin Maren Lundby

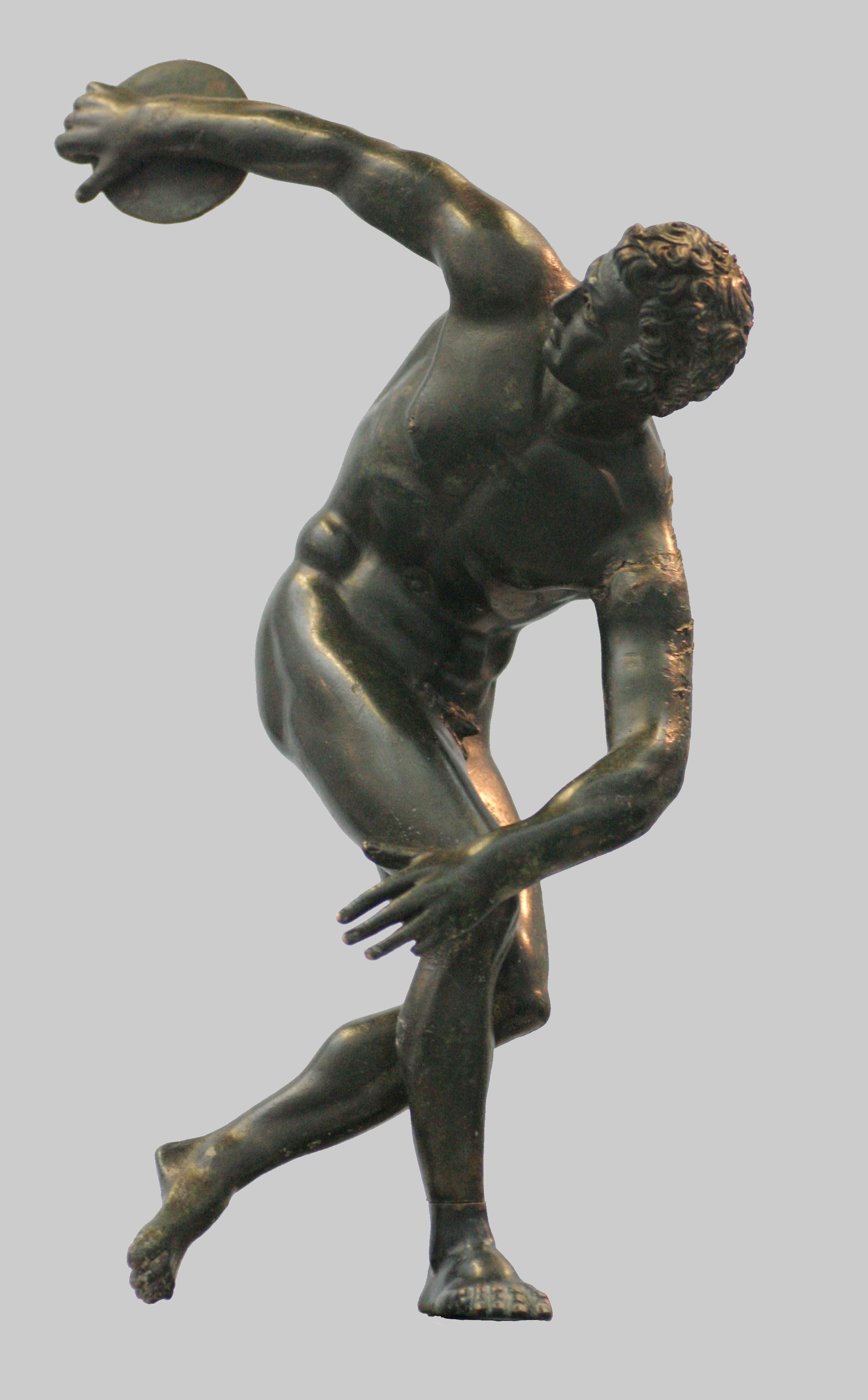
Statue eine Diskuswerfers, römische Bronzekopie nach Myron (2. Jh. n. Chr.)

Fearnleys olympiske ærespris (deutsch Fearnleys olympischer Ehrenpreis) ist eine Auszeichnung, die anlässlich der Olympischen Spiele vom Norges idrettsforbund og olympiske og paralympiske komité (NIF), dem Norwegischen Sportbund und nationalen Olympischen und paralympischen Komitee, vergeben wird. Geehrt wird Norwegens herausragendster Sportler oder Mannschaft bei Sommer- und Winterspielen, wobei jeweils Männer und Frauen gegeneinander antreten.
Der Preis wurde 1952 im Zusammenhang mit den Olympischen Winterspielen in Oslo von Thomas Fearnley (1880–1961) gestiftet. Der norwegische Schiffsreeder begeisterte sich für den Sport und war von 1927 bis 1950 Mitglied des Internationalen Olympischen Komitees (IOC). Die Gewinner werden mit einer von Per Palle Storm (1910–1994) geschaffenen Bronzeplastik geehrt, die der bekannten griechischen Statue Diskobolos (Diskuswerfer) des Bildhauers Myron nachempfunden ist. Wie die bekannte Holmenkollen- und Aftenposten-Goldmedaille kann ein jeder Athlet oder Athletin den Fearnleys olympiske ærespris nur einmal erhalten.

## Preisträger
In acht von 39 Fällen wurden Frauen mit Fearnleys olympiske ærespris ausgezeichnet, darunter zweimal eine Frauensportmannschaft. Am häufigsten vertretene Sportart unter den geehrten Wintersportlern ist der Eisschnelllauf mit sechs Siegen, gefolgt vom Skilanglauf (fünf Erfolge). Bei den Sommerolympioniken dominiert die Leichtathletik mit ebenfalls fünf Siegen.
Als einzigem Nichtsportler wurde 1991 dem Sportfunktionär Arne B. Mollén die Auszeichnung zuteil.
| Jahr | Preisträger                                              | Sportart       | Erfolg(e) |
| ---- | -------------------------------------------------------- | -------------- | --- |
| 1952 | Hjalmar Andersen                                         | Eisschnelllauf | dreimaliger Goldmedaillengewinner bei den Olympischen Winterspielen in Oslo (1500-, 5000- und 10.000-Meter-Lauf)                                                                                              |
| 1952 | Erling Kongshaug                                         | Sportschießen  | Goldmedaillengewinner bei den Olympischen Sommerspielen in Helsinki (Kleinkaliber Dreistellungskampf) |
| 1956 | Hallgeir Brenden                                         | Skilanglauf    | Goldmedaillengewinner bei den Olympischen Winterspielen in Cortina d’Ampezzo (15-Kilometer-Lauf) |
| 1956 | Egil Danielsen                                           | Leichtathletik | Goldmedaillengewinner bei den Olympischen Sommerspielen in Melbourne (Speerwurf) mit Weltrekord (85,71 m) |
| 1960 | Knut Johannesen                                          | Eisschnelllauf | Goldmedaillengewinner bei den Olympischen Winterspielen in Squaw Valley (10.000-Meter-Lauf) mit Weltrekord (15:46,6 min)                                                                                      |
| 1960 | Peder Lunde junior                                       | Segeln         | Goldmedaillengewinner bei den Olympischen Sommerspielen in Rom (Flying Dutchman) |
| 1964 | Toralf Engan                                             | Skispringen    | zweimaliger Medaillengewinner bei den Olympischen Winterspielen in Innsbruck (Gold von der Großschanze, Silber von der Normalschanze)                                                                         |
| 1964 | Preis nicht vergeben (kein norwegischer Medaillengewinn) |                | |
| 1968 | Ole Ellefsæter                                           | Skilanglauf    | zweimaliger Goldmedaillengewinner bei den Olympischen Winterspielen in Grenoble (50-Kilometer-Lauf, 4-mal-10-Kilometer-Staffel)                                                                               |
| 1968 | Tore Berger Steinar Amundsen Egil Søby Jan Johansen      | Kanu           | Goldmedaillengewinner bei den Olympischen Sommerspielen in Mexiko-Stadt (Vierer-Kajak) |
| 1972 | Pål Tyldum                                               | Skilanglauf    | dreimaliger Medaillengewinner bei den Olympischen Winterspielen in Sapporo (Gold im 50-Kilometer-Lauf, Silber über 30 Kilometer und in der Staffel)                                                           |
| 1972 | Knut Knudsen                                             | Bahnradsport   | Goldmedaillengewinner bei den Olympischen Sommerspielen in München (Einerverfolgung) |
| 1976 | Sten Stensen                                             | Eisschnelllauf | zweimaliger Medaillengewinner bei den Olympischen Winterspielen in Innsbruck (Gold im 5000-, Silber im 10.000-Meter-Lauf)                                                                                     |
| 1976 | Alf John Hansen Frank Hansen                             | Rudern         | Goldmedaillengewinner bei den Olympischen Sommerspielen in Montreal (Doppelzweier) |
| 1980 | Bjørg Eva Jensen                                         | Eisschnelllauf | Goldmedaillengewinnerin bei den Olympischen Winterspielen in Lake Placid (3000-Meter-Lauf) |
| 1980 | Preis nicht vergeben (norwegischer Olympiaboykott)       |                | |
| 1984 | Eirik Kvalfoss                                           | Biathlon       | dreimaliger Medaillengewinner bei den Olympischen Winterspielen in Sarajewo (Gold im 10-Kilometer-Lauf, Silber mit der 4 × 7,5-km-Staffel, Bronze im 20-Kilometer-Lauf)                                       |
| 1984 | Grete Waitz                                              | Leichtathletik | Silbermedaillengewinnerin bei den Olympischen Sommerspielen in Los Angeles (Marathon) |
| 1988 | Erik Johnsen                                             | Skispringen    | zweimaliger Medaillengewinner bei den Olympischen Winterspielen in Calgary (Silber von der Großschanze, Bronze im Teamwettbewerb)                                                                             |
| 1988 | Tor Heiestad                                             | Sportschießen  | Goldmedaillengewinner bei den Olympischen Sommerspielen in Seoul (Kleinkaliber, Laufende Scheibe 50 m) |
| 1988 | Jon Rønningen                                            | Ringen         | Goldmedaillengewinner bei den Olympischen Sommerspielen in Seoul (griechisch-römischer Stil, Klasse bis 52 kg)                                                                                                |
| 1991 | Arne B. Mollén                                           | –              | Unter anderem Vorsitzender des Norwegischen Olympischen Komitees von 1969 bis 1985 |
| 1992 | Bjørn Dæhlie                                             | Skilanglauf    | vierfacher Medaillengewinner bei den Olympischen Winterspielen in Albertville (Gold über 50 km klassisch, in der Verfolgung und in der Staffel, Silber über 30 km Freistil)                                   |
| 1992 | Linda Andersen                                           | Segeln         | Goldmedaillengewinnerin bei den Olympischen Sommerspielen in Barcelona (Einhandjollen – Europe) |
| 1994 | Johann Olav Koss                                         | Eisschnelllauf | Dreimaliger Goldmedaillengewinner bei den Olympischen Winterspielen in Lillehammer (1500-, 5000- und 10.000-Meter-Lauf) jeweils in Weltrekordzeit                                                             |
| 1996 | Knut Holmann                                             | Kanu           | zweimaliger Medaillengewinner bei den Olympischen Sommerspielen in Atlanta (Gold im Einer-Kajak 1000 m, Silber im Einer-Kajak 500 m)                                                                          |
| 1996 | Vebjørn Rodal                                            | Leichtathletik | Goldmedaillengewinner bei den Olympischen Sommerspielen in Atlanta (800-Meter-Lauf, olympischer Rekord: 1:42,58 min)                                                                                          |
| 1998 | Ådne Søndrål                                             | Eisschnelllauf | Goldmedaillengewinner bei den Olympischen Winterspielen in Nagano (1500-Meter-Lauf) in Weltrekordzeit |
| 2000 | Frauen-Fußballnationalmannschaft                         | Fußball        | Goldmedaillengewinner bei den Olympischen Sommerspielen in Sydney (Frauenfußballturnier) |
| 2000 | Trine Hattestad                                          | Leichtathletik | Goldmedaillengewinnerin bei den Olympischen Sommerspielen in Sydney (Speerwurf) |
| 2002 | Ole Einar Bjørndalen                                     | Biathlon       | viermaliger Goldmedaillengewinner bei den Olympischen Winterspielen in Salt Lake City (Einzel, Sprint, Verfolgung, Staffel), Platz 5 im 30-Kilometer-Langlauf der Spezialisten                                |
| 2004 | Eirik Verås Larsen                                       | Kanu           | Goldmedaillengewinner bei den Olympischen Sommerspielen in Athen (Gold im Einer-Kajak 1000 m) |
| 2004 | Andreas Thorkildsen                                      | Leichtathletik | Goldmedaillengewinner bei den Olympischen Sommerspielen in Athen (Speerwurf) |
| 2006 | Kjetil André Aamodt                                      | Ski Alpin      | Goldmedaillengewinner bei den Olympischen Winterspielen in Turin (Super G), Vierter in der Abfahrt |
| 2008 | Frauen-Handballnationalmannschaft                        | Handball       | Goldmedaillengewinner bei den Olympischen Sommerspielen in Peking (Frauenhandballturnier) |
| 2008 | Olaf Tufte                                               | Rudern         | Goldmedaillengewinner bei den Olympischen Sommerspielen in Peking (Einer) |
| 2010 | Marit Bjørgen                                            | Skilanglauf    | fünfmalige Medaillengewinnerin bei den Olympischen Winterspielen in Vancouver (Gold im Sprint, in der Doppelverfolgung und mit der 4 × 5-km-Staffel, Silber über 30 km klassisch, Bronze über 10 km Freistil) |
| 2012 | Bartosz Piasecki                                         | Fechten        | Silbermedaillengewinner bei den Olympischen Sommerspielen in London (Degen-Einzel) |
| 2014 | Kjetil Jansrud                                           | Ski Alpin      | Goldmedaillengewinner bei den Olympischen Winterspielen in Sotschi (Super-G) |
| 2016 | Kristoffer Brun Are Strandli                             | Rudern         | Bronzemedaillengewinner bei den Olympischen Sommerspielen in Rio de Janeiro (Leichtgewichts-Doppelzweier) |
| 2018 | Maren Lundby                                             | Skispringen    | Goldmedaillengewinnerin bei den Olympischen Winterspielen in Pyeongchang (Normalschanze) |